# 雷夫提·葛洛夫
羅伯特·摩西斯·葛洛夫（英語：Robert Moses Grove，1900年3月6日—1975年5月22日），暱稱雷夫提·葛洛夫（Lefty Grove），生於美國馬里蘭州Lonaconing出生，是前美國職棒大聯盟的著名投手，第二位取得300勝的左投。生涯9次獲得單季防禦率王是史上之最。
1930年是個超級打擊年，巨人隊單季最高打擊率、費城人隊最多安打都是在那年創造，就連費城人隊單季最高防禦率也是百年之最。而葛洛夫在那年依然拿下投手三冠王，隔年榮獲史上第一座正式由全美棒球記者協會投票選出的美聯MVP，他生涯勝率跟修正過的ERA都是歷史前幾名。1947年首度獲得資格便進入名人堂。1999年被The Sporting News選為史上百大傑出球員，排名第23。

## 外部連結
- 球員資訊和成績在MLB ，ESPN ，Retrosheet ，Baseball Reference ，Baseball Reference (Minors) ，Fangraphs ，The Baseball Cube （英文）